# Guanina (minerale)
La guanina è un minerale scoperto nel 1844 sull'Isla Chincha Norte in Perù che però venne sottoposto all'approvazione dell'IMA solo nel 1973.

## Morfologia
La guanina è stata trovata sotto forma di croste a grana fine fino a 2 mm di diametro.

## Origine e giacitura
La guanina è stata scoperta nel guano.